# Raymond Durand (homme politique)
Pour les articles homonymes, voir Raymond Durand et Durand.
Raymond Durand, né le 1er octobre 1945 à Saint-Priest (Rhône) et mort le 6 janvier 2025 à Bron,, est un homme politique français. Membre du parti Les Centristes, il est député de la onzième circonscription du Rhône de 2008 à 2012 et maire de Chaponnay de 1989 à sa mort.

## Biographie politique
En 1989, il est élu maire de Chaponnay, puis est constamment réélu (1995, 2001, 2008, 2014). En 1994, il devient conseiller général du canton de Saint-Symphorien-d'Ozon jusqu'en 2015, date à laquelle il se fait battre dès le premier tour par le FN, l'UMP et le PS.
Il est suppléant de Georges Fenech à l’Assemblée nationale. Après l'invalidation de l'élection de ce dernier, il est élu député de la 11e circonscription du Rhône au 2d tour de l'élection législative partielle du 1er juin 2008 avec 51,4 % des suffrages exprimés, face au socialiste Jean-François Gagneur (48,6%). Sa suppléante est Christiane Jury. Il gagne les élections cantonale et municipale dès le premier tour.
En 2012, il se présente à sa succession. Cependant, l'UMP soutient Georges Fenech et Raymond Durand se présente sous l'étiquette Nouveau Centre (NC). Il reçoit alors le soutien de Hervé Morin et de Michel Mercier (président du conseil général du Rhône, sénateur du Rhône). Cette circonscription est ancrée à droite (Nicolas Sarkozy obtient 53 % des voix), ce fut le théâtre d'une « guerre » entre l'UMP et le Nouveau centre. Il obtient 7,88 % des suffrages (44,61 % à Chaponnay). Il est éliminé dès le premier tour et c'est Georges Fenech qui remporte l'élection face au Front national représenté par Agnès Henry.
En 2014, il conduit la liste divers droite (DVD) à Chaponnay, mais il n'a aucun concurrent et sa liste obtient 100 % des suffrages. Il devient premier vice-président de la communauté de communes du Pays de l'Ozon, chargé de l'hydraulique/érosion, de l'ambroisie et des contrats de milieux.
Bien qu'il ne soit que suppléant  du binôme Marie Claude Gaillot/Jean Louis Gergaud pour les élections départementales de 2015, il arrive en quatrième position avec 15,51 % (29,98 % à Chaponnay), derrière le binôme socialiste (17,87 %), le binôme de l'UMP (27,62 %) et celui du FN (28,78 %).

## Mandats électifs
- 1977-1983 : Conseiller municipal de Chaponnay (Rhône) ;
- 1983-1989 : Premier adjoint au maire de Chaponnay ;
- 1989-2025 : Maire de Chaponnay ;
- 1994-2015 : Conseiller général du canton de Saint-Symphorien-d'Ozon (Rhône) ;
- 1997-1993 et 2007-2008 : suppléant du député de la 11e circonscription du Rhône (Jean-Claude Bahu, puis Georges Fenech) ;
- 2001-2015 : Vice-président du Conseil général du Rhône ;
- 2008-2012 : Député de la 11e circonscription du Rhône.

## Autres responsabilités politiques
- 2007 : Délégué départemental du Nouveau Centre.